# Biouti
Biouti is een bestuurslaag in het regentschap Nias van de provincie Noord-Sumatra, Indonesië. Biouti telt 2370 inwoners (volkstelling 2010).